# Подоніно
Подо́ніно (рос. Подонино) — село у складі Топкинського округу Кемеровської області, Росія.

## Населення
Населення — 7 осіб (2010; 32 у 2002).
Національний склад (станом на 2002 рік):
- росіяни — 97 %